# Център (квартал в Скопие)
Вижте пояснителната страница за други значения на Център.
Център (на македонска литературна норма: Центар) се нарича централната част на град Скопие, съсредоточена около централния площад на града площад „Македония“. Център е ядрото на едноименната градска община на община Скопие, както и на целия град Скопие. Преобладаващата част от сградите в района са административни и бизнес сгради. Тук са разположени редица държавни институции, централи на предприятия, добре уредени търговски площи, питейни заведения и други.